# Kanton Bourg-de-Péage
Bourg-de-Péage is een kanton van het Franse departement Drôme. Het kanton maakt deel uit van het arrondissement Valence.

## Gemeenten
Het kanton Bourg-de-Péage omvatte tot 2014 de volgende 15 gemeenten:
- Alixan
- Barbières
- La Baume-d'Hostun
- Beauregard-Baret
- Bésayes
- Bourg-de-Péage (hoofdplaats)
- Charpey
- Châteauneuf-sur-Isère
- Chatuzange-le-Goubet
- Eymeux
- Hostun
- Jaillans
- Marches
- Rochefort-Samson
- Saint-Vincent-la-Commanderie

Toestand vóór 2015

Na de herindeling van de kantons bij decreet van 20 februari 2014, met uitwerking op 2 maart 2015, omvat het kanton de gemeenten : 
- Alixan
- Bourg-de-Péage (hoofdplaats)
- Romans-sur-Isère (westelijk deel)